# Laboissière-en-Thelle
Laboissière-en-Thelle là một xã thuộc tỉnh Oise trong vùng Hauts-de-France tây bắc nước Pháp. nước Pháp. Xã này nằm ở khu vực có độ cao trung bình 205 mét trên mực nước biển.